# C14-datering
C14-datering of koolstofdatering is een methode van radiometrische datering waarmee de ouderdom van organisch materiaal en ecofacten wordt bepaald met behulp van de isotoop koolstof-14. Koolstof-14 (14C) is een isotoop van koolstof die in onze atmosfeer uit stikstofkernen gevormd wordt. Dit gebeurt door kernreacties ten gevolge van de kosmische straling waaraan de aarde voortdurend blootstaat.
De methode is bruikbaar voor materialen tot circa 60.000 jaar oud. De techniek werd in 1949 ontdekt door Willard Frank Libby en zijn collega's van de Universiteit van Chicago. In 1960 ontving Libby hiervoor de Nobelprijs voor de Scheikunde.

## Mechanisme
Planten nemen deze licht radioactieve vorm van koolstof op via hun gaswisseling en bouwen deze in door hun fotosynthese en stofwisseling. Hierdoor krijgen dieren die van die planten leven de isotoop binnen, en vervolgens weer dieren die van dieren leven, enzovoort. Alle levende wezens hebben in hun lichaam dus nagenoeg dezelfde verhouding tussen koolstof-14 en de stabiele koolstofisotopen als bestaat in de atmosfeer.

### Fysische achtergrond
Koolstof heeft twee stabiele, dat wil zeggen niet-radioactieve, isotopen: koolstof-12 en koolstof-13. Daarnaast zijn er zeer geringe hoeveelheden van het instabiele koolstof-14 op Aarde terug te vinden. Koolstof-14 heeft een halveringstijd van 5736 jaar, ongeacht wat er chemisch met het materiaal gebeurt. Dat wil zeggen dat na 5736 jaar de helft van alle koolstof-14 is verdwenen (omgezet in stikstof-14 (14N)), na twee maal 5736 jaar driekwart, en na 57.360 jaar 99,9%, wat betekent dat nog maar 11024 deel van de oorspronkelijke hoeveelheid is overgebleven. Koolstof-14 zou op aarde al lang onmeetbaar kleine concentraties hebben gekregen als er niet een continue aanvoer van nieuwe koolstof-14-atomen is als gevolg van de kosmische straling die stikstof uit de atmosfeer omzet in de koolstofisotoop.
Zodra kosmische straling de atmosfeer binnendringt, ondergaat deze verschillende transformaties, waaronder de productie van neutronen. Deze neutronen spelen een rol in de reactie waarbij een van de protonen uit stikstofgas (N2) gestoten wordt:
{\displaystyle \mathrm {^{1}n\ +\ _{7}^{14}N\ \longrightarrow \ _{6}^{14}C\ +\ _{1}^{1}H} }
De grootste hoeveelheid van koolstof-14 wordt gevormd op 9 tot 15 km hoogte. Het aardmagnetisch veld is van invloed. Het koolstof-14 wordt vervolgens gelijk over de atmosfeer verdeeld en reageert met zuurstofgas tot koolstofdioxide (CO2). Koolstofdioxide lost onder andere op in de oceanen (onder de vorm van waterstofcarbonaat), maar wordt ook direct door organisch materiaal op land opgenomen (fotosynthese in planten). De hoeveelheid koolstof-14 die wordt gevormd is afhankelijk van de intensiteit van de kosmische straling. Voor koolstof-14-dateringen wordt doorgaans aangenomen dat deze straling constant is, en dat als gevolg daarvan de verhouding tussen koolstof-14 en de niet radioactieve koolstofisotopen ook constant is, namelijk ongeveer 1 deel per biljoen (1 part per trillion). Voor een exactere ouderdomsbepaling kunnen schattingen van variaties in de kosmische straling gemaakt worden.

### Na de dood
Zodra een organisme sterft, houdt de uitwisseling van koolstofbevattende verbindingen op, en neemt het gehalte aan koolstof-14 dus (zeer langzaam, conform de halveringstijd) af. Zoals alle radioactieve isotopen vervalt koolstof-14 met een constante halveringstijd, die (nagenoeg) niet door externe invloeden verandert.
{\displaystyle \mathrm {^{14}_{6}C\ \longrightarrow \ _{7}^{14}N\ +\ e^{-}\ +\ {\bar {\nu }}_{e}} }
Door het uiteenvallen van een neutron in een proton en een negatief geladen β-deeltje (elektron, bètaverval), wordt koolstof-14 omgezet in het niet-radioactieve stikstof-14. De mate waarin dit verval al is opgetreden, kan vervolgens worden gebruikt om te bepalen hoelang geleden het organisme is gestopt met het uitwisselen van koolstof-14 met zijn omgeving.
Materiaal dat erg oud is (bijvoorbeeld steenkool), zal daardoor vrijwel geen koolstof-14 meer bevatten. Met behulp van massaspectrometrie kunnen de relatieve gehaltes aan verschillende isotopen nauwkeurig worden bepaald.
Het gehalte koolstof-14 in de atmosfeer is door de tijd niet constant gebleken. Er is ook nu nog geen evenwicht bereikt in de aanmaak en vergaan van C14. Momenteel is de toename ongeveer 30% meer dan het verdwijnproces door bètastraling en door de opname door oceanen en planten.

## Kalibratie

### Waarom kalibratie noodzakelijk is
Een ruwe datering geeft een getal dat wordt uitgedrukt in jaren geleden (before present of BP, waarbij present is vastgesteld op het jaar 1950). Deze ruwe BP-datering kan nog niet worden gebruikt als een exact aantal jaren, omdat de concentratie koolstof-14 in de aardatmosfeer de afgelopen 50.000 jaar aan veranderingen onderhevig geweest is. Deze concentratie wordt beïnvloed door variaties in de intensiteit van kosmische straling, die worden veroorzaakt door zonnewinden. Men noemt dit wel het De Vries-effect.
Bovendien zijn er substantiële reservoirs van koolstof in organismen, de oceanen, sedimenten op de zeebodem (vooral in gashydraten) en sedimentaire gesteenten. In al deze reservoirs is de isotopenverhouding anders dan in de atmosfeer. Door klimaatsveranderingen kunnen er veranderingen in de uitwisseling van koolstof tussen de reservoirs optreden, wat de isotopenverhouding in de atmosfeer kan beïnvloeden. De afgelopen decennia heeft de mens ook invloed op de isotopenverhouding in de atmosfeer gehad. Door bovengrondse kernproeven in de jaren 50 en 60 werd de concentratie koolstof-14 tijdelijk verdubbeld. Door verbranding van fossiele brandstoffen komt veel oude koolstof in de atmosfeer terecht, die vrijwel geen koolstof-14 bevat. Dit laatste wordt aangeduid als het Suesseffect, naar Hans Suess.

### Kalibratiemethoden
Daarom worden ruwe BP-dateringen gekalibreerd om "echte" kalenderjaren te krijgen. Er zijn standaard kalibratiecurves opgesteld aan de hand van monsters die met een andere methode absoluut gedateerd konden worden (bijvoorbeeld met behulp van dendrochronologie, ijskernen, kernen van diepzeesedimenten, varven in meersedimenten, koralen of speleothems).
De kalibratiecurves kunnen significant afwijken van een rechte lijn, dus het vergelijken van ongekalibreerde C14-dateringen (bijvoorbeeld door ze in een grafiek te zetten) kan tot vertekende resultaten leiden. In de standaard kalibratiecurve zitten ook flinke verspringingen, zoals tussen 11.000 en 10.000 jaren BP. Men vermoedt dat deze verspringing heeft te maken met veranderingen in de thermohaliene circulatie in de oceanen tijdens de Jonge Dryasperiode. Rond zulke verspringingen is de nauwkeurigheid van de kalibratie duidelijk minder. Wel kan de verspringing zelf worden gebruikt als gids wanneer hij in een tijdserie voorkomt.

### Kalibratie door middel van jaarringen

Een ijkcurve uit 2011

Een voorbeeld van een methode waarmee absolute dateringen zijn gedaan om de kalibratiecurve op te stellen is de dendrochronologie. Door jaarringenonderzoek van (zeer) oude nog levende bomen en opgegraven stammen van nog oudere dode bomen kan men het hout tot op een jaar nauwkeurig dateren. Bovendien bevat het hout koolstof uit die tijd. Zo kan de ouderdomsschaal volgens de C14-methode aan de hand van de dendrochronologie tot tienduizend en meer jaren terug worden geijkt. De zo gevonden kromme kan gebruikt worden om de ruwe koolstof-14-datering (gewoonlijk in jaren-voor-heden of BP, waar heden vastgesteld is op het jaar 1950) terug te lezen en om te zetten in echte jaartallen (gewoonlijk uitgedrukt in cal. BC oftewel geijkt v.Chr., als het de oudheid betreft). 
Er is echter een statistische moeilijkheid met de ijklijn. Idealiter zou een ijklijn een strakke rechte lijn moeten zijn omdat alleen dan de meetfout in de koolstof-14-waarde, met een normale waarschijnlijkheidsverdeling direct te vertalen is in een fout in de aflezing die dan ook een simpele normaalcurve vertoont. De helling van de ijklijn bepaalt hoeveel breder of smaller de resulterende verdeling wordt: de meetfout in de C14 moet vermenigvuldigd worden met de helling van de ijklijn om de fout in de geijkte waarde te verkrijgen. Idealiter zou die helling de waarde één bezitten. In dat geval geeft een fout van ±5 jaar in BP dus ook een fout van ±5 jaar in cal. BC. De ijklijn buigt in werkelijkheid wat af van een helling van één, maar dat is niet zo'n probleem, het verbreedt de resulterende normaalcurve misschien een beetje en de fout wordt een beetje groter. 
Veel erger is dat de lijn hobbels en bobbels vertoont, waarschijnlijk wegens fluctuaties in de productiesnelheid van het radioactieve isotoop in de dampkring. Vooral bij 900 cal. BC is dat goed te zien in de grafiek. Een hobbel wil zeggen dat de helling van de curve plaatselijk aardig kan fluctueren en afwijken van één. Omdat in het ijkproces de meetfout vermenigvuldigd moet worden met die (plaatselijke) helling resulteert dit in een meetfout in de geijkte waarde die niet langer een gaussiaanse normaalcurve is en zelfs meer dan een maximum kan vertonen. Een bi- of zelfs trimodale kansdichtheidskromme is niet ongewoon voor de geijkte waarde. Een bimodale verdeling is natuurlijk voor archeologen een onaangename zaak, omdat het moeilijk wordt eenduidige conclusies te trekken als iets bijvoorbeeld waarschijnlijk uit 1010-1019 v.Chr. stamt of misschien ook uit 1028-1032 v.Chr. maar ertussenin is minder waarschijnlijk. De enige methode die in principe in staat is om echt het jaartal te achterhalen, is als er een stuk hout is met voldoende jaarringen (50-60) die exact bij de standaard gepast kunnen worden. Voor een dergelijke dendrochronologische datering ontbreekt echter vaak het daartoe geschikte hout. Dat geldt vooral voor het Romeinse rijk. Uit de tijd van 500 v.Chr. tot 500 na Chr. is in het gebied van dat rijk bitter weinig hout te vinden. Romeinen verbruikten hun hout nogal kwistig. C14-datering is echter vaak wel mogelijk omdat deze methode niet aan regionale variaties onderhevig is.
Toch zijn C14-dateringen vaak meer dan genoeg om de mogelijke archeologisch interpretaties tot een voldoende minimum te beperken. En verder is ondanks de schoonheidsfoutjes de overeenkomst tussen de beide methodes een sterke onderbouwing van de algemene geldigheid van het principe van de C14-dateringsmethode.

### Kalibratie tegen andere radio-isotopen
Dendrochronologische gegevens ouder dan 12 kA BP zijn schaars, hoewel daar nog wel aan gewerkt wordt. Scandinavië, een belangrijke bron van dergelijke gegevens, lag nog onder het ijs in die tijd, bijvoorbeeld. Toch is met name door de toepassing van versnellermassaspectroscopie (Accelerator Mass Spectroscopy, AMS) het mogelijk geworden nog minieme hoeveelheden koolstof-14 te detecteren. De benodigde hoeveelheid materiaal is met een factor 1000 afgenomen en de benodigde analysetijd is teruggebracht van weken tot minuten. Dit maakt het mogelijk de techniek ook in het tijdsinterval van 50 kA BP tot 12 kA BP te gebruiken, mits er een goede ijkcurve geconstrueerd kan worden. Fairbanks et al. doen dit op basis van een vergelijking van twee verschillende radiometrische methoden op het aragoniet in een aantal koralen. De vergelijkingsmethode is de 230Th/234U/238U-methode. Deze methode berust op het principe dat uranium-238 via uranium-234 vervalt tot thorium-230. Dit isotoop vervalt uiteindelijk tot lood maar dit is niet relevant voor de methode. Wanneer koraal gevormd wordt neemt het uraan op uit het zeewater waarin dit element redelijk oplosbaar is. De dochter thorium is dat niet en wordt dus niet opgenomen, maar zal langzamerhand in het koraal door verval weer gevormd worden, tot het een stationaire toestand bereikt waarbij de vormings- en vervalsnelheid van het thorium gelijk geworden zijn. De halfwaardetijd van thorium-230 is 75.000 jaar en van uranium-234 245.000 jaar zodat deze methode vooral in het oudere bereik van de koolstofmethode vergelijkingen kan opleveren. Een precieze bepaling van de verhoudingen thorium-230/uranium-234/uranium-238 staat dus een bepaling van de ouderdom van het koraal toe die onafhankelijk is van de productie van het koolstof-14-isotoop in de atmosfeer. Op deze manier hebben Fairbanks et al een ijkcurve samengesteld die tot 50.000 jaar geleden terugreikt.
Hun werk is echter niet zonder kritiek. Er moeten namelijk aan een vrij groot aantal voorwaarden voldaan worden wil een ijkmonster ook werkelijk betrouwbare gegevens opleveren. Het koraal mag bijvoorbeeld niet hebben blootgestaan aan zoet water, omdat dat de isotopenverhoudingen verstoort. Ook mag er geen calciet in het monster aanwezig zijn, omdat dat meestal een verontreiniging uit andere bron is die gewoonlijk een andere ouderdom heeft. Fairbanks et al gebruiken poederdiffractie om dit uit te sluiten, maar deze techniek is niet erg gevoelig voor kleine hoeveelheden onzuiverheden.

## Onzekerheden bij de methode

koolstof-14 / koolstof-12-verhouding (in Nieuw-Zeeland en Oostenrijk). De plotse piek in de verhouding wordt veroorzaakt door nucleaire tests

Zoals bij alle metingen het geval is, is een ouderdom bepaald met behulp van deze methode onderhevig aan een bepaalde onzekerheidsmarge.
- De grootte van de onzekerheid neemt toe naarmate het materiaal ouder is, doordat er dan steeds minder koolstof-14 aanwezig is. Voor vondsten van de laatste paar duizend jaar werkt de methode echter doorgaans goed en door verbeteringen in de meetmethoden is het mogelijk gebleken om met steeds kleinere hoeveelheden materiaal toch een zinvolle meting te doen. De grens ligt meestal tussen de 58 000 en 62 000 jaar.
- Er mag geen verontreiniging van het materiaal met (nieuw) levend materiaal hebben plaatsgevonden. Als micro-organismen zich bijvoorbeeld op een later tijdstip in het oorspronkelijke materiaal vestigen en ook koolstofdioxide uit de atmosfeer opnemen, zal de ouderdom worden onderschat (het monster lijkt jonger).
- Waterplanten krijgen een deel van de koolstof die ze opnemen, niet in de vorm van koolstofdioxide binnen, maar in de vorm van opgeloste carbonaten. Vaak zijn deze in water opgeloste koolstofverbindingen al erg oud, waardoor ze geen of veel minder koolstof-14 bevatten. Dit geldt ook voor de dieren die zich weer voeden met dit soort waterplanten. Waterplanten en dieren die hiervan leven, lijken op basis van hun koolstof-14-datering ouder dan ze in werkelijkheid zijn. Dit is het zogenoemde hardwater-effect.
- De aanvangsconcentratie van het koolstof-14 in organismen is niet altijd precies gelijk, omdat het productieproces, en daarmee het koolstof-14-gehalte van de atmosfeer, onder andere als gevolg van kosmische-stralingsvariaties zelf ook varieert. Dit leidt tot anomalieën in de ijklijnen. (Zie hierboven).
- Door de bovengrondse kernproeven uit de tweede helft van de 20e eeuw is de productie van koolstof-14 in de atmosfeer toegenomen. Hoewel het probleem nu nog niet speelt (er zijn betere methoden om de ouderdom van zeer recent afgestorven organisch materiaal te bepalen), is dit wel voor de (verre) toekomst een verstorende factor.
- Koolstofdioxide komt ook vrij bij verbranding van fossiele brandstoffen. Planten naast een snelweg of in de buurt van een industrieterrein zullen dus hogere concentraties koolstofdioxide afkomstig van fossiele brandstoffen opnemen. Doordat de koolstofverbindingen uit de fossiele brandstoffen al miljoenen jaren geleden aan de atmosfeer onttrokken zijn, is hier nagenoeg geen koolstof-14 meer in aanwezig. Evenals de verstoring van het natuurlijke niveau van koolstof-14 door bovengrondse kernproeven, verstoort de verbranding van fossiele brandstoffen het natuurlijk koolstof-14-niveau (zij het in de tegengestelde richting).